# Primča vas
Primča vas este o localitate din comuna Ivančna Gorica, Slovenia, cu o populație de 63 de locuitori.